# Léon d'Hervey de Saint-Denys
Marie-Jean-Léon Le Coq, baró d'Hervey de Juchereau, marquès de Saint-Denys (París, 6 de maig de 1822 - 2 de novembre de 1892), fou un escriptor i sinòleg francès, precursor de l'onirologia.

## Biografia
Professor de llengües sinítiques a l'École spéciale des langues orientales, fou nomenat comissari especial per a l'Imperi xinès a l'Exposició universal de 1867, on es van presentar per primer cop els pavellons nacionals i on l'espai reservat a la Xina suscita particularment la curiositat · .
El 1874, succeeix a Stanislas Julien a la càtedra de llengües i literatura xineses i tàrtares manxús al Collège de France i fou elegit membre de l'Académie des inscriptions et belles-lettres el 1878. Fou el professor de Paul Pelliot.

## El descobriment del somni lúcid
Des de l'edat de 14 anys, Hervey de Saint Denys havia escrit un diari de la nit en què va gravar els seus somnis al despertar. Al principi pensava trobar material de dibuixos originals, llavors va descobrir que els somnis eren un tema interessant per estudiar per si mateixos. Alhora va anotar les seves observacions i va llegir tots els llibres, tant antics com moderns, que va poder trobar sobre el tema. El 1855, va pensar per oferir una dissertació sobre la teoria del son i dels somnis a l'Acadèmia de les Inscripcions, però finalment hi renuncià. No va ser fins a 1867 que publica anònimament el seu llibre Les Rêves et les moyens de les diriger. Subtitulat Observations pratiques, aquest és un llibre profundament original en el sentit que va néixer de les seves pròpies observacions sobre els somnis, que va iniciar en l'adolescència i continuà durant molts anys.

## Obres
- D'Hervey de Saint-Denys. Les Rêves et les moyens de les diriger, éditions Tchou, 1964. Prefaci de Robert Desoille, l'inventor del mètode psicoterapèutic anomenatRêve-Éveillé-Dirigé (R.E.D.)
- D'Hervey de Saint-Denys. Oniros. Les Rêves et les moyens de les diriger (en francès). I. Observations Pratiques, març 1995.
- D'Hervey de Saint-Denys. Recherches sur l'agriculture et l'horticulture des Chinois (1851)
- D'Hervey de Saint-Denys. Poésies de l'époque des T'ang (1862), traduït del xinès
- D'Hervey de Saint-Denys. Ethnographie des peuples étrangers de la Chine, traduït de Ma-Touan-Lin (1876-1883)
- D'Hervey de Saint-Denys. Li-Sao (1870), traduït del xinès
- D'Hervey de Saint-Denys. Douze contes chinois, Paris, Éditions Ernest Leroux,1885. Reimpressió Editions Bleu de Chine, Paris,1999
- D'Hervey de Saint-Denys. Mémoires sur les doctrines religieuses; de Confucius et de l'école des lettres (1887)